# مشعل البليدة
تمام ✅
مشعل البليدي
النادي الرياضي الهاووي مشعل البليدي
تأسس سنة 1998 بمدينة البليدة، ويُعد من الأندية الرائدة في مجال كرة القدم النسوية بالجزائر. اشتهر النادي بتحقيقه إنجازاً تاريخياً كونه أول فريق نسوي يظفر بكأس الجزائر للسيدات في طبعتها الأولى خلال الموسم الرياضي 1998/1999.
ومنذ ذلك الحين، أصبح النادي مرجعاً في تطوير كرة القدم النسوية، مع العمل على ترسيخ القيم الرياضية وتشجيع مشاركة المرأة في الرياضة.